# Pentanema helenioides
Pentanema helenioides là một loài thực vật có hoa trong họ Cúc. Loài này được DC. mô tả khoa học đầu tiên năm 1815.